# Молекулярна подібність
Молекулярна подібність (рос. молекулярное подобие, англ. molecular (dis-)similarity) — величина, що визначає, наскільки дані молекулярні частинки є подібними, виражається числом, напр., так званим коефіцієнтом Карбо, Годкіна чи Танімото. Ступінь подібності між молекулами, хоч і визначається кількісно, залежить від характеристик молекули, які були вибрані для порівняння (компараторів). Такими характеристиками часто є розподіл електронної густини, індекси реактивності, елементи молекулярної геометрії та ін.